# Museumplein
Museumplein (nizozemská výslovnost: [myˌzeːjʏmˈplɛin]; anglicky Museum Square) je veřejný prostor a park ve čtvrti Museumkwartier ve čtvrti Amsterdam-Zuid v Amsterdamu v Nizozemsku. Na Museumplein se nacházejí tři velká muzea – Rijksmuseum, Van Goghovo muzeum a Stedelijk Museum – a koncertní síň Concertgebouw. Jde o největší park v Amsterdamu. V areálu byla původně továrna na voskové svíčky a bažinaté louky. Stavba začala po dokončení Rijksmusea v roce 1885 podle návrhu Pierra Cuyperse, slavného architekta muzea. Oblast byla místem konání Mezinárodní koloniální a exportní výstavy v roce 1883.
Museumplein bylo rekonstruováno podle návrhu švédsko-dánského zahradního architekta Svena-Ingvara Anderssona v roce 1999. Nyní zahrnuje podzemní parkovací stání a podzemní supermarket. V zimním období lze místní rybník přeměnit na umělou bruslařskou plochu. Prostor se také používá pro (masové) akce, jako jsou festivaly, oslavy a demonstrace. V roce 2010 zde byla oslavována nizozemská fotbalová reprezentace po zisku stříbra na mistrovství světa v JAR, za účasti hudebníků jako Armin Van Buuren nebo Swedish House Mafia. V červenci 2017 se na Museumplein konalo mistrovství Evropy v trojkovém basketbalu.